# إدينيلسون
إدينيلسون أندرادي دوس سانتوس (بالبرتغالية: Edenilson Andrade dos Santos)، المعروف باسم إدينيلسون، (ولد في 18 ديسمبر 1989) لاعب كرة قدم برازيلي يلعب كلاعب وسط وظهير أيمن لنادي إنترناسيونال في البطولة البرازيلية من دوري الدرجة الأولى.

## وصلات خارجية
- إدينيلسون على موقع إي إس بي إن إف سي (الإنجليزية)
- إدينيلسون على موقع قاعدة بيانات كرة القدم.إي يو (الإنجليزية)
- إدينيلسون على موقع ناشيونال فوتبول تيمز (الإنجليزية)
- إدينيلسون على موقع Soccerbase.com (لاعب) (الإنجليزية)
- إدينيلسون على موقع Soccerway.com (الإنجليزية)
- إدينيلسون على موقع عالم كرة القدم.نت (الإنجليزية)
- إدينيلسون على موقع AS.com (الإسبانية)

- إدينيلسون  على سكروي